# Valon Behrami
Valon Behrami (Titova Mitrovica, 19 aprile 1985) è un ex calciatore svizzero di origine kosovara, di ruolo centrocampista.

## Biografia
Valon Behrami è nato a Titova Mitrovica in Kosovo, da famiglia di etnia albanese. La sua famiglia si stabilì a Stabio, in Svizzera, paese del quale Behrami divenne cittadino. Nel 1995 la sua famiglia rimase in Svizzera perché la società atletica di Ligornetto, presso cui era iscritto, contribuì a raccogliere un numero sufficiente di firme a convincere le autorità, che ne avevano deciso il rimpatrio, a cambiare parere. Ha poi raggiunto grande fama in patria grazie al gol contro la Turchia nello spareggio decisivo per l'accesso ai campionati del mondo del 2006.
Behrami ha due figlie, Sofia ed Isabel, nate dalla relazione con Elena Bonzanni, di origini bergamasche.
A marzo 2018 Behrami ha annunciato il fidanzamento con la sciatrice svizzera Lara Gut.. I due si sono poi sposati l’11 luglio dello stesso anno, a poco più di una settimana dall’eliminazione della nazionale svizzera dalla Coppa del Mondo in Russia.
Dall’estate del 2022 è opinionista e poi anche seconda voce nelle telecronache per DAZN e opinionista per RSI (Radiotelevisione Svizzera di lingua italiana).

## Caratteristiche tecniche
Era un centrocampista difensivo dotato di grande foga agonistica e dinamismo. Prediligeva il ruolo da interno, ma in carriera ha giocato anche da terzino e da esterno di centrocampo. Poteva giocare da interno sia in un centrocampo a 2 che a 3.

## Carriera

### Club

#### Gli esordi, Genoa e Verona
È cresciuto calcisticamente nelle giovanili dello Stabio e del Chiasso, per poi passare nel 2000 al Lugano. Con la maglia del Lugano, una volta entrato a far parte nell'estate del 2002 della prima squadra, si è messo in luce come talentuoso esterno di centrocampo.
Dopo una sola stagione nella serie B elvetica, Udinese e Genoa ne acquistano in comproprietà il cartellino. Behrami così passa al Genoa, dove milita nella stagione 2003-2004. L'anno successivo l'Udinese cede la propria metà del cartellino e Behrami passa al Verona, dove si mette in luce nel campionato di Serie B 2004-2005.

#### Lazio
Nell'estate 2005 Valon conquista la Serie A, acquistato per metà dalla Lazio. Nel gennaio 2006, nella sessione invernale del calciomercato, la Lazio ne acquisisce l'intero cartellino dal Genoa. Il costo complessivo del cartellino è stato valutato 5,5 milioni di euro.
Il 19 febbraio 2006 segna il suo primo gol in Serie A sul campo dello Stadio Artemio Franchi di Firenze nella partita Fiorentina-Lazio (1-2). Nel 2007, dopo la partenza di Massimo Oddo al Milan, Behrami si adatta al ruolo di terzino destro della Lazio, dimostrando di poter giocare in più ruoli.
Nella stagione 2007-2008 disputa 32 incontri di cui 22 in campionato, 5 in Champions League e 5 in Coppa Italia. Il 19 marzo 2008 allo scadere del tempo di recupero sigla il gol vittoria nel derby che la Lazio vince 3-2 sulla Roma; peraltro nella stessa partita aveva causato l'1-0 momentaneo dei giallorossi rinviando addosso a Rodrigo Taddei. L'allenatore Delio Rossi gli assegna spesso la posizione di terzino o quella naturale di ala e le sue prestazioni sono positive, anche se il rendimento della squadra è altalenante.

#### West Ham

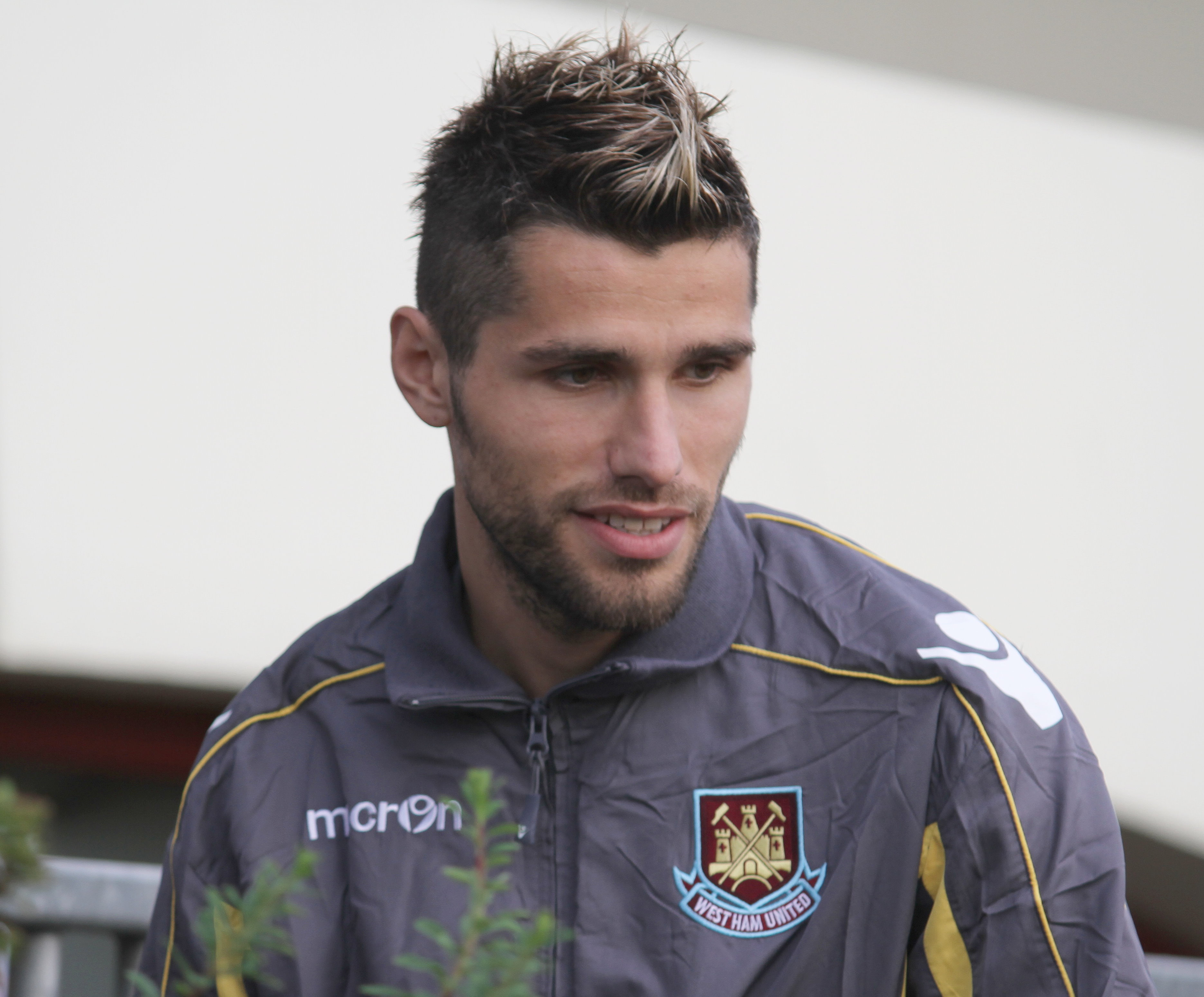
Valon Behrami con la maglia del West Ham nel 2010.

Al termine del campionato, a maggio 2008, il giocatore fece sapere di voler esercitare l'articolo 17 della FIFA, clausola contrattuale che permette ai calciatori di rescindere il contratto attraverso il pagamento di una "penale". Il 23 luglio, invece, rinunciando al suddetto articolo, il giocatore trova un accordo con la squadra inglese del West Ham firmando un contratto quinquennale da 1.5 milioni di euro. Per questa cessione la Lazio incassa 5 milioni di sterline, pari a circa 6,5 milioni di euro.
Esordisce nel club londinese il 16 agosto 2008 contro il Wigan e segna il suo primo goal il 23 novembre dello stesso anno contro il Sunderland. Domenica 1º marzo 2009, durante il match di Premier League contro il Manchester City si infortuna seriamente: il suo ginocchio e la sua caviglia effettuano un'innaturale torsione, mentre i tacchetti restano fissi a terra. Il giocatore sviene e per 5' viene soccorso in campo, ma è costretto a lasciare il terreno di gioco in barella e con la maschera d'ossigeno applicata al volto. La prima diagnosi parla di un lungo stop e probabile operazione chirurgica.

#### Fiorentina e Napoli

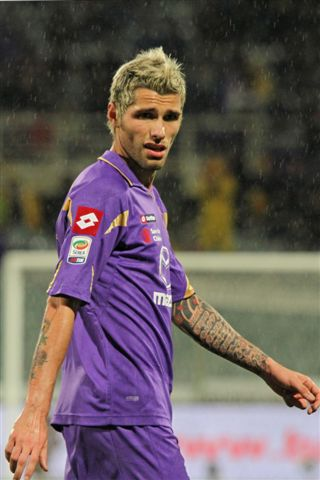
Behrami con la maglia della Fiorentina nel 2011.

Il 26 gennaio 2011 viene acquistato a titolo definitivo dalla Fiorentina per 2 milioni di euro, firmando un contratto di 3 anni e mezzo. Esordisce con la squadra di Firenze il 29 gennaio 2011, nella sfida proprio contro la sua ex squadra, la Lazio, in una partita che la formazione viola perderà per 2-0 con le reti di Kozak. Titolare fisso, con la maglia viola disputa in totale 50 partite in un anno e mezzo, senza mai andare a segno.
Il 16 luglio 2012 passa a titolo definitivo al Napoli, assieme ad Alessandro Gamberini, per una cifra di 8 milioni di euro, firmando un contratto quinquennale. Esordisce in maglia azzurra alla prima partita utile, sul campo del Palermo (vittoria per 3-0), partendo da titolare. Termina la sua prima stagione in azzurro con 37 presenze complessive (33 in campionato, 3 in Europa League ed 1 nella Supercoppa italiana persa contro la Juventus), contribuendo al secondo posto della formazione partenopea.

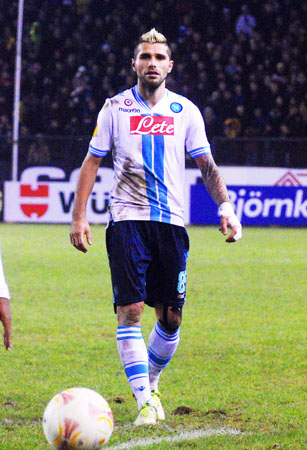
Behrami con la maglia del Napoli nel 2012.

Il 3 maggio 2014 vince il primo trofeo in carriera, la Coppa Italia, subentrando nel corso della vittoriosa finale di Roma contro la Fiorentina. Con la maglia della squadra partenopea scende in campo in totale 70 volte, senza mai andare a segno.

#### Amburgo e Watford
Il 2 agosto 2014 viene acquistato a titolo definitivo dai tedeschi dell'Amburgo, con cui firma un contratto fino al 2017, mettendo a referto 23 presenze, anche in questo caso senza mai andare in gol.
Il 9 luglio 2015 ritorna a militare in Premier League, acquistato a titolo definitivo dal Watford neopromosso, squadra che lo schiera regolarmente sia nella prima stagione (21 presenze in campionato) che nella seconda (26 presenze). Nella seconda ha vissuto una stagione di alti e bassi sotto la guida di Walter Mazzarri (che lo aveva già allenato a Napoli).

#### Udinese
Il 16 agosto 2017 passa a titolo definitivo all'Udinese. Il 28 gennaio 2018 torna al gol dopo quasi 10 anni nel campionato italiano (oltre che dopo quasi 8 complessivi) nella vittoria 0-1 sul campo del Genoa.
Nell'agosto 2018, complice la partenza di Danilo, viene designato come nuovo capitano della società friulana. Il 29 dicembre seguente sigla il suo secondo gol, nella vittoria per 2-0 contro il Cagliari. Tuttavia, il 4 aprile 2019, la sua stagione termina anzitempo per via di una frattura al perone rimediata nel pareggio contro il Milan.

#### Sion e ritorno al Genoa
Il 2 luglio 2019 la società friulana cede il giocatore a titolo definitivo al Sion, ma il 3 ottobre successivo, dopo aver effettuato solamente 4 presenze, il calciatore e il club svizzero rescindono il contratto.
Il 3 gennaio 2020 viene ufficializzato il suo ritorno al Genoa, squadra con cui aveva esordito nel campionato italiano diciassette anni prima, ritrovando Davide Nicola, suo allenatore a Udine.
Il 21 gennaio 2022 rescinde il proprio contratto con il grifone.

#### Brescia
Rimasto svincolato per una decina di giorni, il 31 gennaio 2022 firma per il Brescia, club con cui ha concluso la propria carriera quale giocatore al termine del campionato 2021-22.

### Nazionale

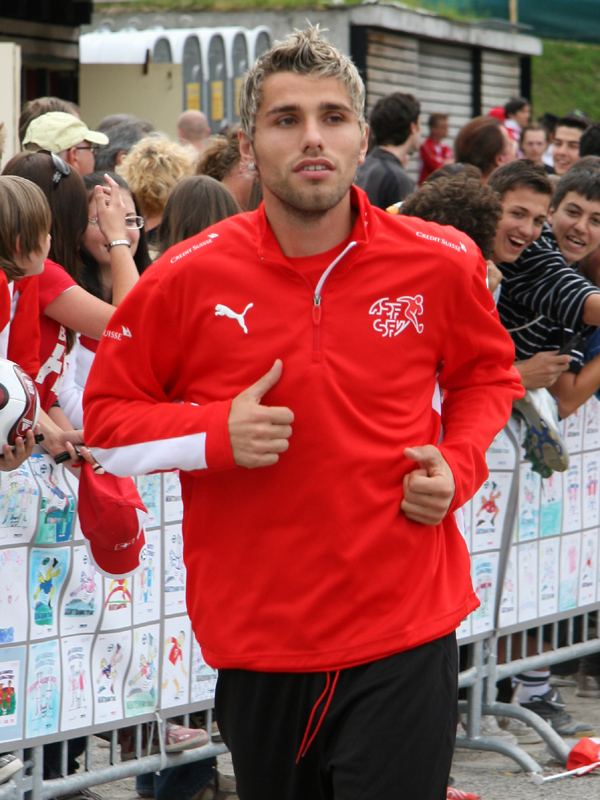
Behrami con la nazionale svizzera nel 2008

Esordisce nella nazionale svizzera alla giovane età di 20 anni, contribuendo alla qualificazione ai Mondiali 2006 con un decisivo gol all'esordio, nello spareggio contro la Turchia. Nella competizione iridata è però costretto da una pubalgia a rimanere in panchina, giocando solo 2 minuti nel match contro la Corea del Sud.
Il 24 maggio 2008 ha segnato il suo secondo e ultimo goal con la selezione elvetica in occasione della vittoria per 2-0 in amichevole contro la Slovacchia.
Agli Europei 2008 ha disputato tutte e 3 le partite giocate dalla Svizzera, eliminata alla fine della fase a gironi. Successivamente ha fatto parte della rosa elvetica nella spedizione ai Mondiali 2010 in cui ha giocato solo la seconda partita della squadra contro il Cile, in cui incide negativamente in quanto viene espulso (seppur severamente) al 31º del primo tempo condizionando la partita della sua squadra che poi perderà 1-0 contro i sudamericani con goal al 75º di Mark González.
Dopo la mancata qualificazione a Euro 2012, Behrami ha partecipato ai Mondiali 2014 in Brasile e agli Europei 2016 in Francia.
Nel novembre 2017 è stato al centro di un caso: la Svizzera era impegnata in uno spareggio per qualificarsi ai Mondiali 2018 contro l'Irlanda del Nord e Behrami viene convocato nonostante fosse infortunato; l'Udinese, allora proprietaria del suo cartellino, era contraria sin dall'inizio alla convocazione di Behrami e ha chiesto espressamente alla federazione svizzera che Behrami rinunciasse alla convocazione per "responsabilità verso il club". Tuttavia la questione si è conclusa con Behrami che è rimasto tra i convocati dopo che l'Udinese ha ritirato il proprio ricorso alla federcalcio svizzera, ma senza giocare le 2 partite della squadra contro i nordirlandesi, che sanciranno l'accesso degli elvetici ai Mondiali in Russia.
Viene poi convocato ai Mondiali 2018 ed esordendo nella prima gara (pareggiata 1-1 contro il Brasile), diventa l'unico giocatore svizzero ad aver partecipato a quattro mondiali.
Il 6 agosto 2018 viene annunciato che Behrami non rientra più nei piani del c.t. Vladimir Petković che gli aveva telefonato per comunicargli la sua scelta. Behrami ha pubblicamente dichiarato che secondo lui la scelta è stata politica.
Durante i suoi anni in nazionale si è distinto per essere un leader nello spogliatoio dei rossocrociati.

## Statistiche

### Presenze e reti nei club
Statistiche aggiornate al 6 maggio 2022.
| Stagione          | Squadra           | Campionato        | Campionato | Campionato | Coppe nazionali | Coppe nazionali | Coppe nazionali | Coppe continentali | Coppe continentali | Coppe continentali | Altre coppe | Altre coppe | Altre coppe | Totale | Totale |
| Stagione          | Squadra           | Comp              | Pres       | Reti       | Comp            | Pres            | Reti            | Comp               | Pres               | Reti               | Comp        | Pres        | Reti        | Pres   | Reti   |
| ----------------- | ----------------- | ----------------- | ---------- | ---------- | --------------- | --------------- | --------------- | ------------------ | ------------------ | ------------------ | ----------- | ----------- | ----------- | ------ | ------ |
| 2002-2003         | Lugano            | SL                | 2          | 0          | CS              | 0               | 0               | -                  | -                  | -                  | -           | -           | -           | 2      | 0      |
| 2003-2004         | Genoa             | B                 | 24         | 0          | CI              | 0               | 0               | -                  | -                  | -                  | -           | -           | -           | 24     | 0      |
| 2004-2005         | Verona            | B                 | 33         | 3          | CI              | 0               | 0               | -                  | -                  | -                  | -           | -           | -           | 33     | 3      |
| 2005-2006         | Lazio             | A                 | 26         | 2          | CI              | 2               | 0               | Int                | 0                  | 0                  | -           | -           | -           | 28     | 2      |
| 2006-2007         | Lazio             | A                 | 17         | 1          | CI              | 0               | 0               | -                  | -                  | -                  | -           | -           | -           | 17     | 1      |
| 2007-2008         | Lazio             | A                 | 22         | 1          | CI              | 5               | 1               | UCL                | 5                  | 0                  | -           | -           | -           | 32     | 2      |
| Totale Lazio      | Totale Lazio      | Totale Lazio      | 65         | 4          |                 | 7               | 1               |                    | 5                  | 0                  |             | -           | -           | 77     | 5      |
| 2008-2009         | West Ham          | PL                | 24         | 1          | FACup+CdL       | 2+1             | 1+0             | -                  | -                  | -                  | -           | -           | -           | 27     | 2      |
| 2009-2010         | West Ham          | PL                | 27         | 1          | FACup+CdL       | 1+0             | 0               | -                  | -                  | -                  | -           | -           | -           | 28     | 1      |
| 2010-gen. 2011    | West Ham          | PL                | 7          | 2          | FACup+CdL       | 0+1             | 0               | -                  | -                  | -                  | -           | -           | -           | 8      | 2      |
| Totale West Ham   | Totale West Ham   | Totale West Ham   | 58         | 4          |                 | 5               | 1               |                    | -                  | -                  |             | -           | -           | 63     | 5      |
| gen.-giu. 2011    | Fiorentina        | A                 | 17         | 0          | CI              | 0               | 0               | -                  | -                  | -                  | -           | -           | -           | 17     | 0      |
| 2011-2012         | Fiorentina        | A                 | 31         | 0          | CI              | 2               | 0               | -                  | -                  | -                  | -           | -           | -           | 33     | 0      |
| Totale Fiorentina | Totale Fiorentina | Totale Fiorentina | 48         | 0          |                 | 2               | 0               |                    | -                  | -                  |             | -           | -           | 50     | 0      |
| 2012-2013         | Napoli            | A                 | 33         | 0          | CI              | 0               | 0               | UEL                | 3                  | 0                  | SI          | 1           | 0           | 37     | 0      |
| 2013-2014         | Napoli            | A                 | 21         | 0          | CI              | 3               | 0               | UCL+UEL            | 6+3                | 0                  | -           | -           | -           | 33     | 0      |
| Totale Napoli     | Totale Napoli     | Totale Napoli     | 54         | 0          |                 | 3               | 0               |                    | 12                 | 0                  |             | 1           | 0           | 70     | 0      |
| 2014-2015         | Amburgo           | BL                | 22         | 0          | CG              | 1               | 0               | -                  | -                  | -                  | -           | -           | -           | 23     | 0      |
| 2015-2016         | Watford           | PL                | 21         | 0          | FACup+CdL       | 1+0             | 0               | -                  | -                  | -                  | -           | -           | -           | 22     | 0      |
| 2016-2017         | Watford           | PL                | 27         | 0          | FACup+CdL       | 0+0             | 0               | -                  | -                  | -                  | -           | -           | -           | 27     | 0      |
| Totale Watford    | Totale Watford    | Totale Watford    | 48         | 0          |                 | 1               | 0               |                    | -                  | -                  |             | -           | -           | 49     | 0      |
| 2017-2018         | Udinese           | A                 | 20         | 1          | CI              | 0               | 0               | -                  | -                  | -                  | -           | -           | -           | 20     | 1      |
| 2018-2019         | Udinese           | A                 | 19         | 1          | CI              | 0               | 0               | -                  | -                  | -                  | -           | -           | -           | 19     | 1      |
| Totale Udinese    | Totale Udinese    | Totale Udinese    | 39         | 2          |                 | 0               | 0               |                    |                    |                    |             |             |             | 39     | 2      |
| lug.-ott. 2019    | Sion              | SL                | 4          | 0          | CS              | 1               | 0               | -                  | -                  | -                  | -           | -           | -           | 5      | 0      |
| gen.-ago. 2020    | Genoa             | A                 | 17         | 0          | CI              | 1               | 0               | -                  | -                  | -                  | -           | -           | -           | 18     | 0      |
| 2020-2021         | Genoa             | A                 | 26         | 0          | CI              | 0               | 0               | -                  | -                  | -                  |             | -           | -           | 26     | 0      |
| 2021-gen. 2022    | Genoa             | A                 | 10         | 0          | CI              | 0               | 0               | -                  | -                  | -                  | -           | -           | -           | 10     | 0      |
| Totale Genoa      | Totale Genoa      | Totale Genoa      | 77         | 0          |                 | 1               | 0               |                    | -                  | -                  |             | -           | -           | 78     | 0      |
| gen.-giu. 2022    | Brescia           | B                 | 5          | 0          | CI              | -               | -               | -                  | -                  | -                  | -           | -           | -           | 5      | 0      |
| Totale carriera   | Totale carriera   | Totale carriera   | 455        | 13         |                 | 21              | 2               |                    | 17                 | 0                  |             | 1           | 0           | 494    | 15     |

### Cronologia presenze e reti in nazionale
| Cronologia completa delle presenze e delle reti in nazionale ― Svizzera | Cronologia completa delle presenze e delle reti in nazionale ― Svizzera | Cronologia completa delle presenze e delle reti in nazionale ― Svizzera | Cronologia completa delle presenze e delle reti in nazionale ― Svizzera | Cronologia completa delle presenze e delle reti in nazionale ― Svizzera | Cronologia completa delle presenze e delle reti in nazionale ― Svizzera | Cronologia completa delle presenze e delle reti in nazionale ― Svizzera | Cronologia completa delle presenze e delle reti in nazionale ― Svizzera |
| Data                                                                    | Città                                                                   | In casa                                                                 | Risultato                                                               | Ospiti                                                                  | Competizione                                                            | Reti                                                                    | Note                                                                    |
| ----------------------------------------------------------------------- | ----------------------------------------------------------------------- | ----------------------------------------------------------------------- | ----------------------------------------------------------------------- | ----------------------------------------------------------------------- | ----------------------------------------------------------------------- | ----------------------------------------------------------------------- | ----------------------------------------------------------------------- |
| 8-10-2005                                                               | Berna                                                                   | Svizzera                                                                | 1 – 1                                                                   | Francia                                                                 | Qual. Mondiali 2006                                                     | -                                                                       | 90’                                                                     |
| 12-11-2005                                                              | Berna                                                                   | Svizzera                                                                | 2 – 0                                                                   | Turchia                                                                 | Qual. Mondiali 2006                                                     | 1                                                                       | 83’                                                                     |
| 16-11-2005                                                              | Istanbul                                                                | Turchia                                                                 | 4 – 2                                                                   | Svizzera                                                                | Qual. Mondiali 2006                                                     | -                                                                       | 46’ 67’                                                                 |
| 1-3-2006                                                                | Glasgow                                                                 | Scozia                                                                  | 1 – 3                                                                   | Svizzera                                                                | Amichevole                                                              | -                                                                       | 46’                                                                     |
| 27-5-2006                                                               | Basilea                                                                 | Svizzera                                                                | 1 – 1                                                                   | Costa d'Avorio                                                          | Amichevole                                                              | -                                                                       |                                                                         |
| 3-6-2006                                                                | Zurigo                                                                  | Svizzera                                                                | 4 – 1                                                                   | Cina                                                                    | Amichevole                                                              | -                                                                       | 42’                                                                     |
| 23-6-2006                                                               | Hannover                                                                | Svizzera                                                                | 2 – 0                                                                   | Corea del Sud                                                           | Mondiali 2006 - 1º turno                                                | -                                                                       | 88’                                                                     |
| 7-2-2007                                                                | Düsseldorf                                                              | Germania                                                                | 3 – 1                                                                   | Svizzera                                                                | Amichevole                                                              | -                                                                       |                                                                         |
| 22-3-2007                                                               | Fort Lauderdale                                                         | Giamaica                                                                | 0 – 2                                                                   | Svizzera                                                                | Amichevole                                                              | -                                                                       |                                                                         |
| 25-3-2007                                                               | Miami                                                                   | Colombia                                                                | 3 – 1                                                                   | Svizzera                                                                | Amichevole                                                              | -                                                                       | 46’                                                                     |
| 7-9-2007                                                                | Vienna                                                                  | Svizzera                                                                | 2 – 1                                                                   | Cile                                                                    | Amichevole                                                              | -                                                                       | 46’                                                                     |
| 11-9-2007                                                               | Klagenfurt                                                              | Svizzera                                                                | 3 – 4                                                                   | Giappone                                                                | Amichevole                                                              | -                                                                       |                                                                         |
| 6-2-2008                                                                | Londra                                                                  | Inghilterra                                                             | 2 – 1                                                                   | Svizzera                                                                | Amichevole                                                              | -                                                                       | 46’                                                                     |
| 26-3-2008                                                               | Basilea                                                                 | Svizzera                                                                | 0 – 4                                                                   | Germania                                                                | Amichevole                                                              | -                                                                       | 58’                                                                     |
| 24-5-2008                                                               | Lugano                                                                  | Svizzera                                                                | 2 – 0                                                                   | Slovacchia                                                              | Amichevole                                                              | 1                                                                       | 84’                                                                     |
| 30-5-2008                                                               | San Gallo                                                               | Svizzera                                                                | 3 – 0                                                                   | Liechtenstein                                                           | Amichevole                                                              | -                                                                       | 54’                                                                     |
| 7-6-2008                                                                | Basilea                                                                 | Svizzera                                                                | 0 – 1                                                                   | Rep. Ceca                                                               | Euro 2008 - 1º turno                                                    | -                                                                       | 84’                                                                     |
| 11-6-2008                                                               | Basilea                                                                 | Svizzera                                                                | 1 – 2                                                                   | Turchia                                                                 | Euro 2008 - 1º turno                                                    | -                                                                       |                                                                         |
| 15-6-2008                                                               | Basilea                                                                 | Svizzera                                                                | 2 – 0                                                                   | Portogallo                                                              | Euro 2008 - 1º turno                                                    | -                                                                       |                                                                         |
| 20-8-2008                                                               | Basilea                                                                 | Svizzera                                                                | 4 – 1                                                                   | Cipro                                                                   | Amichevole                                                              | -                                                                       | 56’                                                                     |
| 6-9-2008                                                                | Tel Aviv                                                                | Israele                                                                 | 2 – 2                                                                   | Svizzera                                                                | Qual. Mondiali 2010                                                     | -                                                                       | 88’                                                                     |
| 11-10-2008                                                              | San Gallo                                                               | Svizzera                                                                | 2 – 1                                                                   | Lettonia                                                                | Qual. Mondiali 2010                                                     | -                                                                       |                                                                         |
| 15-10-2008                                                              | Atene                                                                   | Grecia                                                                  | 1 – 2                                                                   | Svizzera                                                                | Qual. Mondiali 2010                                                     | -                                                                       |                                                                         |
| 19-11-2008                                                              | San Gallo                                                               | Svizzera                                                                | 1 – 0                                                                   | Finlandia                                                               | Amichevole                                                              | -                                                                       | 46’                                                                     |
| 14-11-2009                                                              | Ginevra                                                                 | Svizzera                                                                | 0 – 1                                                                   | Norvegia                                                                | Amichevole                                                              | -                                                                       | 62’                                                                     |
| 3-3-2010                                                                | San Gallo                                                               | Svizzera                                                                | 1 – 3                                                                   | Uruguay                                                                 | Amichevole                                                              | -                                                                       | 75’                                                                     |
| 5-6-2010                                                                | Ginevra                                                                 | Svizzera                                                                | 1 – 1                                                                   | Italia                                                                  | Amichevole                                                              | -                                                                       | 57’                                                                     |
| 21-6-2010                                                               | Port Elizabeth                                                          | Cile                                                                    | 1 – 0                                                                   | Svizzera                                                                | Mondiali 2010 - 1º turno                                                | -                                                                       | 31’                                                                     |
| 26-3-2011                                                               | Sofia                                                                   | Bulgaria                                                                | 0 – 0                                                                   | Svizzera                                                                | Qual. Euro 2012                                                         | -                                                                       | 15’ 16’                                                                 |
| 4-6-2011                                                                | Londra                                                                  | Inghilterra                                                             | 2 – 2                                                                   | Svizzera                                                                | Qual. Euro 2012                                                         | -                                                                       | 59’                                                                     |
| 7-10-2011                                                               | Swansea                                                                 | Galles                                                                  | 2 – 0                                                                   | Svizzera                                                                | Qual. Euro 2012                                                         | -                                                                       |                                                                         |
| 11-10-2011                                                              | Basilea                                                                 | Svizzera                                                                | 2 – 0                                                                   | Montenegro                                                              | Qual. Euro 2012                                                         | -                                                                       | 22’                                                                     |
| 15-8-2012                                                               | Spalato                                                                 | Croazia                                                                 | 2 – 4                                                                   | Svizzera                                                                | Amichevole                                                              | -                                                                       | 46’                                                                     |
| 7-9-2012                                                                | Lubiana                                                                 | Slovenia                                                                | 0 – 2                                                                   | Svizzera                                                                | Qual. Mondiali 2014                                                     | -                                                                       |                                                                         |
| 11-9-2012                                                               | Lucerna                                                                 | Svizzera                                                                | 2 – 0                                                                   | Albania                                                                 | Qual. Mondiali 2014                                                     | -                                                                       | 32’ 73’                                                                 |
| 12-10-2012                                                              | Berna                                                                   | Svizzera                                                                | 1 – 1                                                                   | Norvegia                                                                | Qual. Mondiali 2014                                                     | -                                                                       |                                                                         |
| 16-10-2012                                                              | Reykjavík                                                               | Islanda                                                                 | 0 – 2                                                                   | Svizzera                                                                | Qual. Mondiali 2014                                                     | -                                                                       |                                                                         |
| 14-11-2012                                                              | Susa                                                                    | Tunisia                                                                 | 1 – 2                                                                   | Svizzera                                                                | Amichevole                                                              | -                                                                       | 46’                                                                     |
| 6-2-2013                                                                | Atene                                                                   | Grecia                                                                  | 0 – 0                                                                   | Svizzera                                                                | Amichevole                                                              | -                                                                       | 46’                                                                     |
| 23-3-2013                                                               | Nicosia                                                                 | Cipro                                                                   | 0 – 0                                                                   | Svizzera                                                                | Qual. Mondiali 2014                                                     | -                                                                       | 76’                                                                     |
| 8-6-2013                                                                | Ginevra                                                                 | Svizzera                                                                | 1 – 0                                                                   | Cipro                                                                   | Qual. Mondiali 2014                                                     | -                                                                       | 67’                                                                     |
| 14-8-2013                                                               | Basilea                                                                 | Svizzera                                                                | 1 – 0                                                                   | Brasile                                                                 | Amichevole                                                              | -                                                                       | 23’                                                                     |
| 6-9-2013                                                                | Berna                                                                   | Svizzera                                                                | 4 – 4                                                                   | Islanda                                                                 | Qual. Mondiali 2014                                                     | -                                                                       |                                                                         |
| 10-9-2013                                                               | Oslo                                                                    | Norvegia                                                                | 0 – 2                                                                   | Svizzera                                                                | Qual. Mondiali 2014                                                     | -                                                                       |                                                                         |
| 11-10-2013                                                              | Tirana                                                                  | Albania                                                                 | 1 – 2                                                                   | Svizzera                                                                | Qual. Mondiali 2014                                                     | -                                                                       |                                                                         |
| 5-3-2014                                                                | San Gallo                                                               | Svizzera                                                                | 2 – 2                                                                   | Croazia                                                                 | Amichevole                                                              | -                                                                       | 46’                                                                     |
| 30-5-2014                                                               | Lucerna                                                                 | Svizzera                                                                | 1 – 0                                                                   | Giamaica                                                                | Amichevole                                                              | -                                                                       | 46’                                                                     |
| 3-6-2014                                                                | Lucerna                                                                 | Svizzera                                                                | 2 – 0                                                                   | Perù                                                                    | Amichevole                                                              | -                                                                       | 33’ 46’                                                                 |
| 15-6-2014                                                               | Brasilia                                                                | Svizzera                                                                | 2 – 1                                                                   | Ecuador                                                                 | Mondiali 2014 - 1º turno                                                | -                                                                       |                                                                         |
| 20-6-2014                                                               | Salvador                                                                | Svizzera                                                                | 2 – 5                                                                   | Francia                                                                 | Mondiali 2014 - 1º turno                                                | -                                                                       | 46’                                                                     |
| 25-6-2014                                                               | Manaus                                                                  | Honduras                                                                | 0 – 3                                                                   | Svizzera                                                                | Mondiali 2014 - 1º turno                                                | -                                                                       |                                                                         |
| 1-7-2014                                                                | San Paolo                                                               | Argentina                                                               | 1 – 0 dts                                                               | Svizzera                                                                | Mondiali 2014 - Ottavi di finale                                        | -                                                                       |                                                                         |
| 8-9-2014                                                                | Basilea                                                                 | Svizzera                                                                | 0 – 2                                                                   | Inghilterra                                                             | Qual. Euro 2016                                                         | -                                                                       |                                                                         |
| 9-10-2014                                                               | Maribor                                                                 | Slovenia                                                                | 1 – 0                                                                   | Svizzera                                                                | Qual. Euro 2016                                                         | -                                                                       |                                                                         |
| 15-11-2014                                                              | Basilea                                                                 | Svizzera                                                                | 4 – 0                                                                   | Lituania                                                                | Qual. Euro 2016                                                         | -                                                                       |                                                                         |
| 18-11-2014                                                              | Breslavia                                                               | Polonia                                                                 | 2 – 2                                                                   | Svizzera                                                                | Amichevole                                                              | -                                                                       | 46’                                                                     |
| 27-3-2015                                                               | Lucerna                                                                 | Svizzera                                                                | 3 – 0                                                                   | Estonia                                                                 | Qual. Euro 2016                                                         | -                                                                       |                                                                         |
| 10-6-2015                                                               | Thun                                                                    | Svizzera                                                                | 3 – 0                                                                   | Liechtenstein                                                           | Amichevole                                                              | -                                                                       | 46’                                                                     |
| 14-6-2015                                                               | Vilnius                                                                 | Lituania                                                                | 1 – 2                                                                   | Svizzera                                                                | Qual. Euro 2016                                                         | -                                                                       |                                                                         |
| 5-9-2015                                                                | Basilea                                                                 | Svizzera                                                                | 3 – 2                                                                   | Slovenia                                                                | Qual. Euro 2016                                                         | -                                                                       | 64’                                                                     |
| 8-9-2015                                                                | Londra                                                                  | Inghilterra                                                             | 2 – 0                                                                   | Svizzera                                                                | Qual. Euro 2016                                                         | -                                                                       | 79’                                                                     |
| 13-11-2015                                                              | Trnava                                                                  | Slovacchia                                                              | 3 – 2                                                                   | Svizzera                                                                | Amichevole                                                              | -                                                                       | 58’                                                                     |
| 17-11-2015                                                              | Vienna                                                                  | Austria                                                                 | 1 – 2                                                                   | Svizzera                                                                | Amichevole                                                              | -                                                                       |                                                                         |
| 25-3-2016                                                               | Dublino                                                                 | Irlanda                                                                 | 1 – 0                                                                   | Svizzera                                                                | Amichevole                                                              | -                                                                       | 71’                                                                     |
| 28-5-2016                                                               | Lancy                                                                   | Svizzera                                                                | 1 – 2                                                                   | Belgio                                                                  | Amichevole                                                              | -                                                                       | Cap.                                                                    |
| 3-6-2016                                                                | Lugano                                                                  | Svizzera                                                                | 2 – 1                                                                   | Moldavia                                                                | Amichevole                                                              | -                                                                       |                                                                         |
| 11-6-2016                                                               | Lens                                                                    | Albania                                                                 | 0 – 1                                                                   | Svizzera                                                                | Euro 2016 - 1º turno                                                    | -                                                                       | 67’                                                                     |
| 15-6-2016                                                               | Parigi                                                                  | Svizzera                                                                | 1 – 1                                                                   | Romania                                                                 | Euro 2016 - 1º turno                                                    | -                                                                       |                                                                         |
| 19-6-2016                                                               | Lilla                                                                   | Svizzera                                                                | 0 – 0                                                                   | Francia                                                                 | Euro 2016 - 1º turno                                                    | -                                                                       |                                                                         |
| 25-6-2016                                                               | Saint-Étienne                                                           | Svizzera                                                                | 1 – 1 dts (4 - 5 dtr)                                                   | Polonia                                                                 | Euro 2016 - Ottavi di finale                                            | -                                                                       | 77’                                                                     |
| 6-9-2016                                                                | Basilea                                                                 | Svizzera                                                                | 2 – 0                                                                   | Portogallo                                                              | Qual. Mondiali 2018                                                     | -                                                                       |                                                                         |
| 7-10-2016                                                               | Budapest                                                                | Ungheria                                                                | 2 – 3                                                                   | Svizzera                                                                | Qual. Mondiali 2018                                                     | -                                                                       | 90+2’                                                                   |
| 13-11-2016                                                              | Lucerna                                                                 | Svizzera                                                                | 2 – 0                                                                   | Fær Øer                                                                 | Qual. Mondiali 2018                                                     | -                                                                       |                                                                         |
| 1-6-2017                                                                | Neuchâtel                                                               | Svizzera                                                                | 1 – 0                                                                   | Bielorussia                                                             | Amichevole                                                              | -                                                                       | Cap.                                                                    |
| 9-6-2017                                                                | Tórshavn                                                                | Fær Øer                                                                 | 0 – 2                                                                   | Svizzera                                                                | Qual. Mondiali 2018                                                     | -                                                                       |                                                                         |
| 3-9-2017                                                                | Riga                                                                    | Lettonia                                                                | 0 – 3                                                                   | Svizzera                                                                | Qual. Mondiali 2018                                                     | -                                                                       | Cap.                                                                    |
| 23-3-2018                                                               | Atene                                                                   | Grecia                                                                  | 0 – 1                                                                   | Svizzera                                                                | Amichevole                                                              | -                                                                       | 61’                                                                     |
| 3-6-2018                                                                | Vila-real                                                               | Spagna                                                                  | 1 – 1                                                                   | Svizzera                                                                | Amichevole                                                              | -                                                                       | 63’                                                                     |
| 8-6-2018                                                                | Lugano                                                                  | Svizzera                                                                | 2 – 0                                                                   | Giappone                                                                | Amichevole                                                              | -                                                                       | 13’                                                                     |
| 17-6-2018                                                               | Rostov                                                                  | Brasile                                                                 | 1 – 1                                                                   | Svizzera                                                                | Mondiali 2018 - 1º turno                                                | -                                                                       | 68’ 71’                                                                 |
| 22-6-2018                                                               | Kaliningrad                                                             | Serbia                                                                  | 1 – 2                                                                   | Svizzera                                                                | Mondiali 2018 - 1º turno                                                | -                                                                       |                                                                         |
| 27-6-2018                                                               | Nižnij Novgorod                                                         | Svizzera                                                                | 2 – 2                                                                   | Costa Rica                                                              | Mondiali 2018 - 1º turno                                                | -                                                                       | 60’                                                                     |
| 3-7-2018                                                                | San Pietroburgo                                                         | Svezia                                                                  | 1 – 0                                                                   | Svizzera                                                                | Mondiali 2018 - Ottavi di finale                                        | -                                                                       | Cap. 61’                                                                |
| Totale                                                                  |                                                                         | Presenze                                                                | 83                                                                      |                                                                         | Reti                                                                    | 2                                                                       |                                                                         |

## Palmarès

### Club

#### Competizioni nazionali
- Coppa Italia: 1

Napoli: 2013-2014